# Marijke Groenewoud
Marijke Groenewoud (ur. 28 stycznia 1999 w Hallum) – holenderska łyżwiarka szybka, brązowa medalistka olimpijska i wielokrotna medalistka mistrzostw świata.

## Kariera
Podczas mistrzostw świata na dystansach w Heerenveen w 2021 roku zdobyła złoty medal w starcie masowym. W zawodach tych wyprzedziła Kanadyjkę Ivanie Blondin i swą rodaczkę – Irene Schouten. Był to jej jedyny start na tej imprezie i pierwszy w karierze start na międzynarodowej imprezie tej rangi.
Pierwszy raz na podium zawodów Pucharu Świata stanęła 23 stycznia 2021 roku w Heerenveen, kończąc rywalizację w starcie masowym na trzeciej pozycji. Wyprzedziły ją jedynie Irene Schouten i Ivanie Blondin.